# Pedal

Animation av hur en cykelpedal fungerar.

Pedal kommer av latin pes, "fot" (genitiv pedis) och syftar på något, som manövreras med foten. Man kan någon gång se den felaktiga benämningen fotpedal. Detta är ett exempel på tautologi.
Pedaler finns exempelvis i bilar, cyklar, symaskiner, trumset med flera tillämpningar.

## Pedaler i olika sammanhang

### Musikinstrument
- Pedal, piano
- Pedalklaviatur, orgel
- Dubbelpedal, trummor
- Effektpedal, för elgitarr och andra eldrivna instrument
- Pedal steel guitar, typ av elgitarr

### Fordon
- Pedal (bildel), för gas, broms och koppling